# Agrostis lacunarum
Agrostis lacunarum é uma espécie de gramínea do gênero Agrostis, pertencente à família Poaceae.